# مات مكوي
مات مكوي (بالإنجليزية: Matt McCoy)‏ هو ممثل أمريكي، ولد في 20 مايو 1958 بواشنطن العاصمة في الولايات المتحدة. بدأ مشواره المهني سنة 1979.

## أعمال

### أفلام
- (1997) إل ايه سري للغاية[4][5]

## وصلات خارجية
- مات مكوي على موقع IMDb (الإنجليزية)
- مات مكوي على موقع قاعدة بيانات الأفلام السويدية (السويدية)
- مات مكوي على موقع إن إن دي بي (الإنجليزية)
- مات مكوي على موقع قاعدة بيانات الفيلم (الإنجليزية)